# Casimir-effekten
Casimir-effekten og Casimir-Polder-kraften er en fysisk kraft, som opstår fra kvantefelteffekter. Det almindeligste eksempel er med to uladede metalplader, som placeres nogle mikrometer fra hinanden i vakuum. Ifølge klassisk elektrodynamik skulle der ikke være noget felt mellem pladerne, og dermed ingen kraft.
Ifølge kvanteelektrodynamik derimod, kommer pladerne til at påvirke mængden af virtuelle fotoner i feltet mellem pladerne, hvilket giver ophav til en nettokraft,
som kan enten attraktiv eller repulsiv afhængig af pladernes form og placering.
Kraften kan måles, og er et slående eksempel på en ren kvanteeffekt uden fortilfælde i klassisk fysik.
Dette var dog ikke Casimirs oprindelige hensigt, og der findes flere måder at tolke fænomenet.
Casimir-effekten forudsagdes teoretisk af de hollandske fysikere Hendrik B. G. Casimir og
Dirk Polder 1948, som også foreslog en måde at måle den eksperimentelt. Eksperimentet i sin klassiske form bekræftede den forudsagte effekt indenfor 15% af Casimirs beregning.
Eftersom kraftens styrke hurtigt aftager med afstanden, er den kun målbar når afstanden er ekstrem lille, men kan helt dominere vekselvirkningen mellem pladerne på afstande under en mikrometer. På 10 nanometers afstand kan kraften nå op til 100.000 Newton per kvadratmeter.